# Roazhon Park

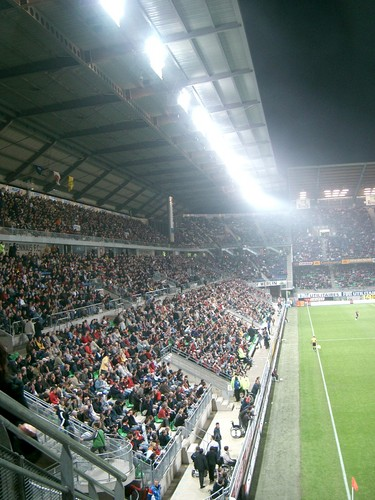
Roazhon Park

Roazhon Park albo Stade de la Route de Lorient – stadion piłkarski położony we francuskim mieście Rennes.
Stadion został zbudowany i oddany do użytku w 1912 roku. W latach 2000–2005 stadion został podany gruntownej renowacji dzięki czemu pojemność obiektu została zwiększona do 31 127. Na stadionie swoje mecze rozgrywa drużyna Ligue 1 Stade Rennais. Największa frekwencja wyniosła 29 490 widzów na meczu Stade Rennais – Olympique Marsylia, który odbył się 20 sierpnia 2005 roku.